# Kim de l'Horizon
Kim de l’Horizon (Ostermundigen, Suïssa, 1992) és el pseudònim d'una persona suïssa no-binària i de gènere fluid que escriu lírica, prosa i peces teatrals. L'any 2022 la seva novel·la Blutbuch (traduïda al català a Club Editor com a Llibre de sang) va rebre tant el Premi del Llibre Suís com el Premi del Llibre Alemany.

## Biografia
Kim de l’Horizon va créixer a Ostermundigen, a prop de Berna, i va cursar la secundària a Winterthur. L'any 2012 va començar a estudiar filologia alemanya, cinema i teatre a Zuric. A continuació va estudiar escriptura creativa a l'Institut de Literatura de Biel fins al 2020. Després de graduar-se, de l’Horizon va cursar un màster en transdisciplinarietat de l'Escola Superior de les Arts de Zuric.
Pertany a l'equip de redacció de la revista literària Delirium. L'any 2017 va crear per al col·lectiu teatral e0b0ff una obra titulada Wie eine Barke das Meer aus Testoteron durchpflügen (“Solcant com una barca el mar de testosterona”), una adaptació de Putas asesinas de Roberto Bolaño. De l’Horizon també va actuar en aquesta obra i es va encarregar del vestuari. Durant la temporada 2021/22 es va beneficiar del programa d'escriptura dramatúrgica "Stück Labor" de la institució Bühnen Bern.
De l'Horizon ha guanyat nombrosos guardons, entre els quals el Premi Treibhaus (2015), el Premi OpenNet de Prosa de les Jornades Literàries de Solothurn, el Premi Textstreich de Lírica, el Premi Dramenprozessor (2020) del Teatre Winkelwiese així com un concurs de curts del diari Hannoversche Allgemeine Zeitung. La Fundació Ernst Göhner li va concedir una beca per a artistes en formació.
En una biografia fictícia De l’Horizon va indicar que havia nascut l'any 2666, la qual cosa es va interpretar com una referència a la novel·la 2666 de Bolaño.

## Blutbuch
L'any 2022 Kim de l’Horizon va rebre el Premi Literari de la Fundació Jürgen Ponto i el Premi del Llibre Alemany per la seva primera novel·la, Blutbuch ('Llibre de sang'), una obra d'autoficció. El jurat del Premi del Llibre Alemany va considerar el següent:
A la novel·la Blutbuch de Kim de l’Horizon, la veu narrativa no-binària busca un llenguatge propi amb una energia creativa enorme. […] Quina narrativa és possible per a un cos que defuig les concepcions corrents del gènere? […] Els seus experiments, des de les escenes plàstiques fins a la memòria assagística, despleguen una urgència i una innovació literària que han provocat i entusiasmat el jurat.
Durant el lliurament del premi a Frankfurt del Main, de l'Horizon va expressar la seva gratitud a la seva mare amb una declaració d'amor, va cantar la cançó "Nightcall" de Kavinsky a cappella i es va rapar els cabells en un gest de solidaritat amb les protestes de les dones iranianes, dient: «Aquest premi no és només per a mi.» Mentre que el món de la literatura celebrava el debut novel·lístic de Kim de l’Horizon, es van produir atacs contra la seva persona, sobretot a la xarxa. En un assaig publicat al diari Neue Zürcher Zeitung, de l’Horizon va parlar dels atacs violents i la discriminació verbal que ha patit a partir de dues vivències concretes que s'havien produït el mateix dia. L'editorial li va proporcionar seguretat personal durant la Fira del Llibre de Frankfurt, perquè estava sota amenaça d'atacs anti-queer.
L'any 2022 Blutbuch també va ser guardonat amb el Premi del Llibre Suís. Al dominical NZZ am Sonntag Linus Schöpfer va observar que l'obra és «un llibre molt bo […], un Bildungsroman per al segle XXI, un text escrit amb un estil estupendament segur, que oscil·la amb virtuosisme entre un dialecte bernès artificial i el ritme vertiginós de la música de discoteca». El periodista Peer Teuwsen es va expressar en termes semblants: «La novel·la Blutbuch dota la nostra època d'una forma i un llenguatge nous. És salvatge, brutal, descarat i divertit. I sorprenentment lliure d'ideologies.» Dierk Saathoff, per la seva banda, va criticar des del setmanari Jungle World alguns passatges del llibre que en la seva opinió són homòfobs.

### Assaig
- Fäuste und Küsse. Berna: Lokwort, 2022. ISBN 978-3-906806-41-9.

### Novel·la
- Blutbuch. Colònia: DuMont, 2022. ISBN 978-3-8321-8208-3.
  - Llibre de sang. Joan Ferrarons (trad.). Barcelona: Club Editor, 2023. ISBN 978-84-7329-417-1.